# قطعنامه ۵۲۵ شورای امنیت
قطعنامه ۵۲۵ شورای امنیت سازمان ملل متحد که در تاریخ ۰۷ دسامبر ۱۹۸۲ تصویب شد، سندی بین‌المللی دربارهٔ آفریقای جنوبی است. این قطعنامه طی نشست ۲۴۰۴ام با ۱۵ موافق، ۰ مخالف و ۰ ممتنع تصویب شد.